# 川崎重工業船舶海洋ディビジョン

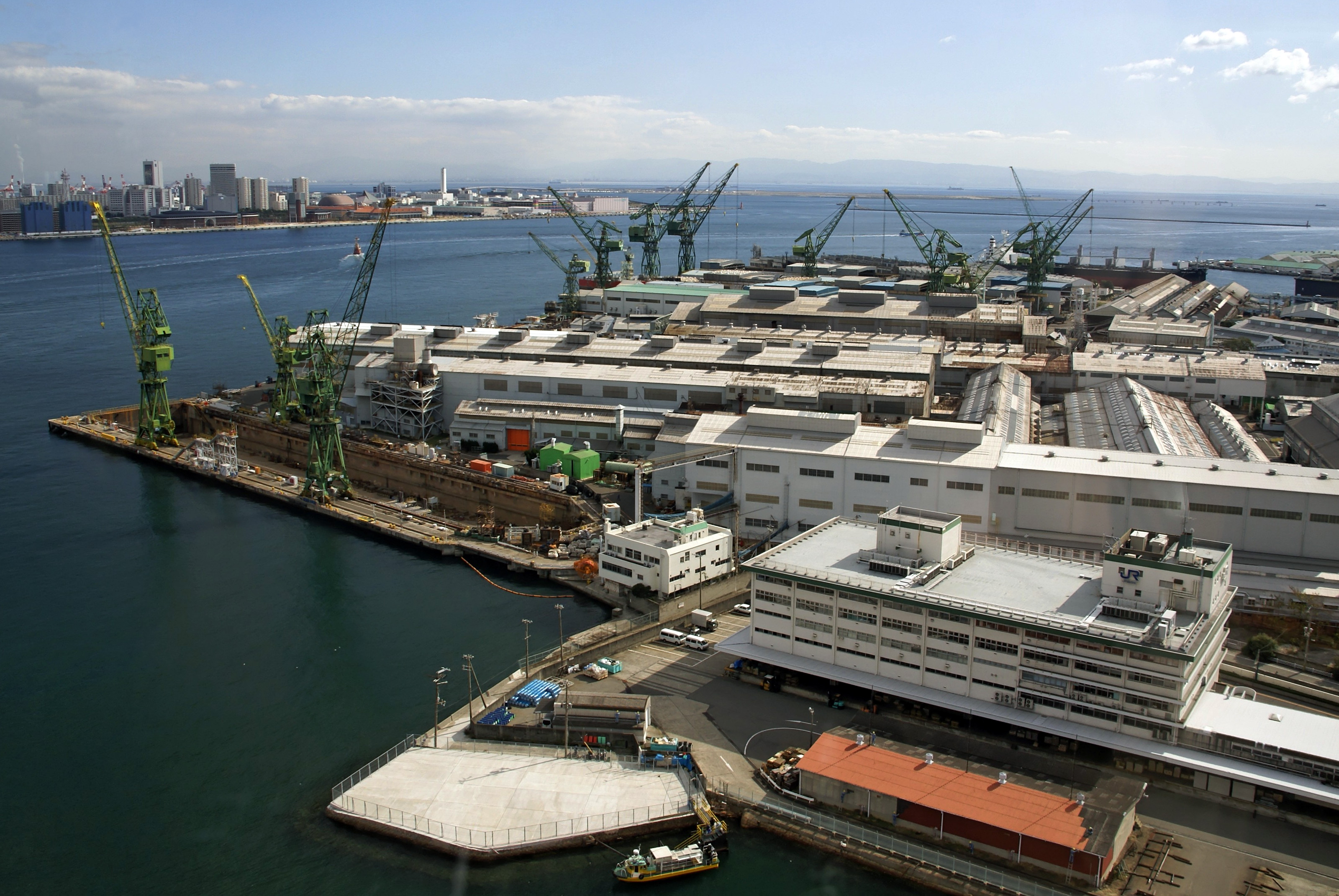
神戸工場俯瞰（神戸市中央区）

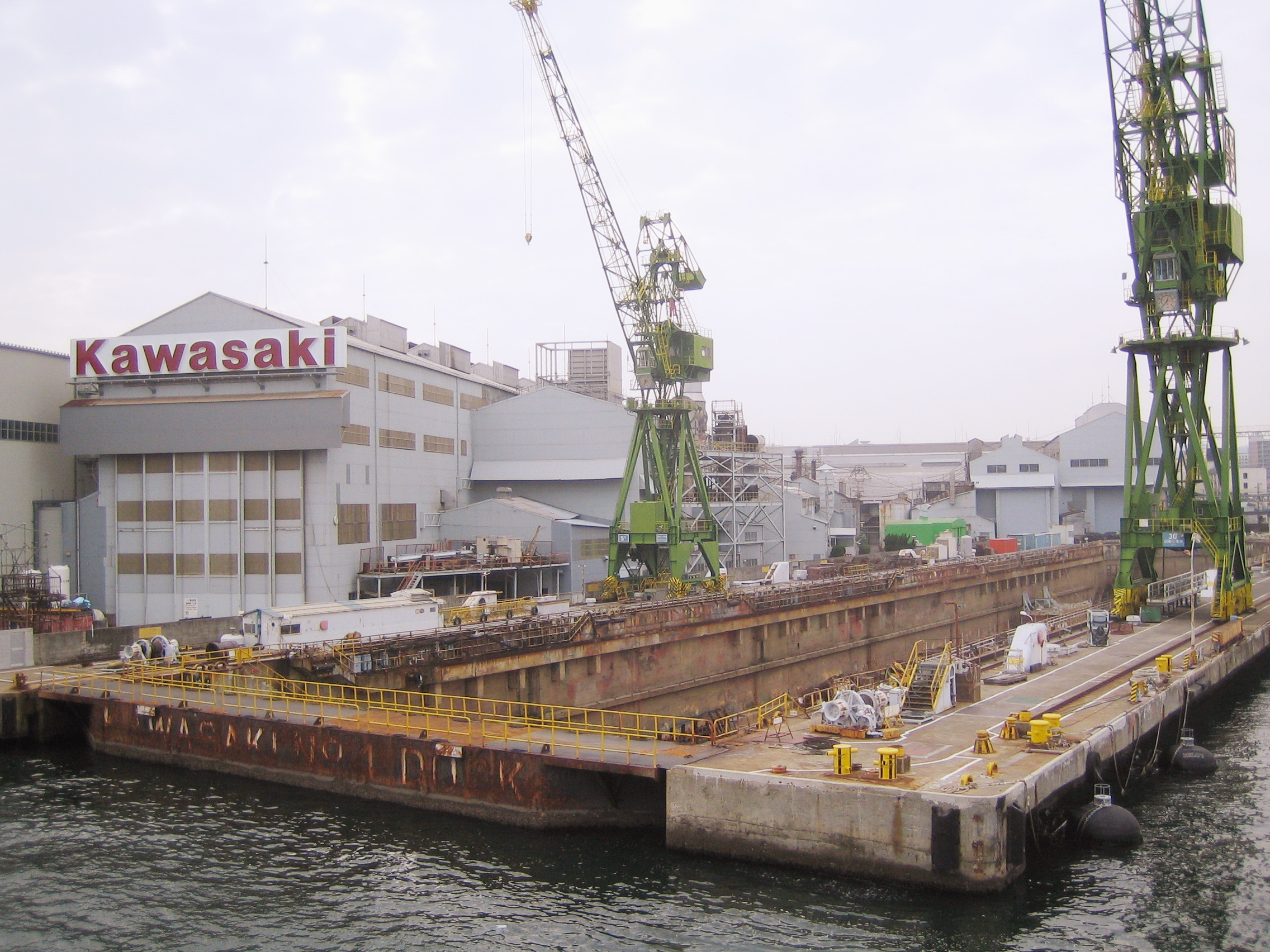
神戸工場（神戸市中央区）。写真は第4ドック

船舶海洋ディビジョン（せんぱくかいようディビジョン）は、川崎重工業の社内カンパニーである「エネルギーソリューション&マリンカンパニー」のうち、造船を手掛ける部門である。川崎重工業創業以来の事業であり、2002年から2010年までは100%子会社「川崎造船株式会社」であった。その後は船舶海洋カンパニーという社内カンパニーであったが、2021年4月、「エネルギーソリューション&マリンカンパニー」内の組織に再編された。

## 概要
川崎重工業の明治時代の創業以来の伝統的事業であった造船事業の系譜を継いでいる。2002年に川崎造船株式会社として分社化されたが、2010年に川崎重工本体へ再び吸収された。
分社時においては川崎重工グループ全体のうち造船事業は売上高で約10%にまで低下していた。分社後は世界的な造船活況の時期となり、2006年9月には神戸工場の受注残は21隻となり、阪神・淡路大震災以降で最高を記録した。2010年頃までのフル操業が予想されている。
水上オートバイはカワサキモータースの取り扱いとなっている。

## 沿革
- 1878年（明治11年）川崎正蔵が東京京橋南飯田町（築地）の官有地を借受け、川崎築地造船所を設立
- 1896年（明治29年）株式会社川崎造船所設立
- 1939年（昭和14年）川崎重工業株式会社に商号変更
- 2002年（平成14年）船舶部門を川崎重工業株式会社から分離し、川崎造船株式会社を設立
- 2007年（平成19年）8月25日 神戸工場で造船用クレーンのアームが倒壊する事故が発生。死者3人、重軽傷4人。
- 2010年（平成22年）川崎重工業株式会社が川崎造船を吸収合併。造船事業は川崎重工業の社内カンパニーである「船舶海洋カンパニー」となる。
- 2021年（令和3年）4月 社内カンパニー再編。「エネルギー・環境プラントカンパニー」と「船舶海洋カンパニー」との統合により「エネルギーソリューション&マリンカンパニー」が発足。造船事業は「船舶海洋ディビジョン」となる[2][3]。

## 事業所と建造船舶
工場は国内に兵庫県神戸市中央区東川崎町の神戸工場と、香川県坂出市川崎町の坂出工場の2か所、海外に3工場ある。

### 神戸工場
神戸工場では民間用船舶のみならず、艦艇や海洋機器の製作、それらに関係する各種部品も扱っている。船舶の修理も可能で、主要工場の一つである神戸工場には海上自衛隊や海上保安庁に所属する船舶がドック入りしていることもある。また、進水式の際には地元住民を招待することがある。なお、神戸工場はエネルギー・環境プラントカンパニーの工場も兼ねている。
貨物船は主に積載量5万5,000トンクラスのばら積み船を建造しており、同一タイプの船を複数受注し生産効率を高めている。2006年現在の神戸工場ではこのクラスの船舶を年間5隻強を建造できる。また、水中翼船（ジェットフォイル、ボーイングからのライセンス）も建造している。

#### 川崎造船分社以前に製造した艦船
| 艦名             | 艦名                           | 艦記号・番号 | 起工           | 進水式         | 竣工           |
| ---------------- | ------------------------------ | ------------ | -------------- | -------------- | -------------- |
| うみたか型駆潜艇 | 1番艇「うみたか」              | PC-309       | 1959年3月13日  | 1959年7月25日  | 1959年11月30日 |
| みずとり型駆潜艇 | 1番艇「みずとり」              | PC-311       | 1959年3月13日  | 1959年9月22日  | 1960年2月27日  |
| いかづち型護衛艦 | 1番艦「いかづち」              | DE-202       | 1954年12月18日 | 1955年9月6日   | 1956年5月29日  |
| あやなみ型護衛艦 | 3番艦「うらなみ」              | DD-105       | 1957年2月1日   | 1957年8月29日  | 1958年2月27日  |
| おやしお型潜水艦 | 「おやしお」                   | SS-511       | 1957年12月25日 | 1959年5月25日  | 1960年6月30日  |
| はやしお型潜水艦 | 2番艦「わかしお」              | SS-522       | 1960年6月7日   | 1961年8月28日  | 1962年8月17日  |
| なつしお型潜水艦 | 2番艦「ふゆしお」              | SS-524       | 1961年12月6日  | 1962年12月14日 | 1963年9月17日  |
| あさしお型潜水艦 | 1番艦「あさしお」              | SS-562       | 1964年10月5日  | 1965年11月27日 | 1966年10月13日 |
| あさしお型潜水艦 | 3番艦「みちしお」              | SS-564       | 1966年7月26日  | 1967年12月5日  | 1968年8月29日  |
| うずしお型潜水艦 | 1番艦「うずしお」              | SS-566       | 1968年9月25日  | 1970年3月11日  | 1971年1月21日  |
| うずしお型潜水艦 | 3番艦「いそしお」              | SS-568       | 1970年7月9日   | 1972年3月18日  | 1972年11月25日 |
| うずしお型潜水艦 | 5番艦「くろしお」              | SS-570       | 1972年7月5日   | 1974年2月22日  | 1974年11月27日 |
| うずしお型潜水艦 | 7番艦「やえしお」              | SS-572       | 1975年4月14日  | 1977年5月19日  | 1978年3月7日   |
| ゆうしお型潜水艦 | 2番艦「もちしお」              | SS-574       | 1978年5月9日   | 1980年3月12日  | 1981年3月5日   |
| ゆうしお型潜水艦 | 4番艦「おきしお」              | SS-576       | 1980年4月17日  | 1982年3月5日   | 1983年3月1日   |
| ゆうしお型潜水艦 | 6番艦「はましお」              | SS-578       | 1982年4月8日   | 1984年2月1日   | 1985年3月5日   |
| ゆうしお型潜水艦 | 8番艦「たけしお」              | SS-580       | 1984年4月3日   | 1986年2月19日  | 1987年3月3日   |
| ゆうしお型潜水艦 | 10番艦「さちしお」             | SS-582       | 1986年4月11日  | 1988年2月17日  | 1989年3月24日  |
| はるしお型潜水艦 | 2番艦「なつしお」              | SS-584       | 1988年4月8日   | 1990年3月20日  | 1991年3月20日  |
| はるしお型潜水艦 | 4番艦「あらしお」              | SS-586       | 1990年1月8日   | 1992年3月17日  | 1993年3月17日  |
| はるしお型潜水艦 | 6番艦「ふゆしお」              | SS-588       | 1991年12月12日 | 1994年2月16日  | 1995年3月7日   |
| おやしお型潜水艦 | 1番艦「おやしお」              | SS-590       | 1994年1月26日  | 1996年10月15日 | 1998年3月16日  |
| おやしお型潜水艦 | 3番艦「うずしお」              | SS-592       | 1996年3月6日   | 1998年10月15日 | 2000年3月9日   |
| 深海救難艇       | 潜水艦救難母艦「ちよだ」搭載艇 |              |                |                | 1985年         |
| 深海救難艇       | 潜水艦救難艦「ちはや」搭載艇   |              |                |                | 2000年         |

- よこすか（潜水調査船支援母船）

#### 川崎造船分社後に製造した艦船
| 艦名             | 艦名               | 艦記号・番号 | 起工          | 進水式         | 竣工          |
| おやしお型潜水艦 |                    |              |               |                |               |
| ---------------- | ------------------ | ------------ | ------------- | -------------- | ------------- |
| おやしお型潜水艦 | 5番艦「いそしお」  | SS-594       | 1998年3月9日  | 2000年11月27日 | 2002年3月14日 |
| おやしお型潜水艦 | 7番艦「くろしお」  | SS-596       | 2000年3月27日 | 2002年10月23日 | 2004年3月8日  |
| おやしお型潜水艦 | 9番艦「やえしお」  | SS-598       | 2002年1月15日 | 2004年11月4日  | 2006年3月9日  |
| おやしお型潜水艦 | 11番艦「もちしお」 | SS-600       | 2004年2月23日 | 2006年11月6日  | 2008年3月6日  |

#### 川崎重工吸収合併後に製造した艦船
| 艦名               | 艦名                   | 艦記号・番号 | 起工          | 進水式         | 竣工          |
| ------------------ | ---------------------- | ------------ | ------------- | -------------- | ------------- |
| そうりゅう型潜水艦 | 2番艦「うんりゅう」    | SS-502       | 2006年3月31日 | 2008年10月15日 | 2010年3月25日 |
| そうりゅう型潜水艦 | 4番艦「けんりゅう」    | SS-504       | 2008年3月31日 | 2010年11月15日 | 2012年3月16日 |
| そうりゅう型潜水艦 | 6番艦「こくりゅう」    | SS-506       | 2011年1月21日 | 2013年10月31日 | 2015年3月9日  |
| そうりゅう型潜水艦 | 8番艦「せきりゅう」    | SS-508       | 2013年3月15日 | 2015年11月2日  | 2017年3月13日 |
| そうりゅう型潜水艦 | 10番艦「しょうりゅう」 | SS-510       | 2015年1月28日 | 2017年11月6日  | 2019年3月18日 |
| そうりゅう型潜水艦 | 12番艦「とうりゅう」   | SS-512       | 2017年1月27日 | 2019年11月6日  | 2021年3月24日 |
| たいげい型潜水艦   | 2番艦「はくげい」      | SS-514       | 2019年1月25日 | 2021年10月14日 | 2023年3月予定 |

| 艦名       | 艦名                           | 艦記号・番号 | 起工 | 進水式 | 竣工   |
| ---------- | ------------------------------ | ------------ | ---- | ------ | ------ |
| 深海救難艇 | 潜水艦救難母艦「ちよだ」搭載艇 |              |      |        | 2017年 |

- すいそ ふろんてぃあ（液体水素運搬船）

### 坂出工場
香川県坂出市の埋立地にある坂出工場は、瀬戸大橋上から工場全体を鳥瞰できる巨大工場。1967年から稼働し、建造第1号はタンカー「紀乃川丸」であった。2006年2月に建造250隻を達成した。現在は、大型LNG船等の10万トン超の大型貨物船を建造しており、2003年9月には当時世界最大の運搬容量（14万5,000立方m）のLNG船「エネルギー フロンティア」を建造した。LNG船は、その後、船体寸法を維持したまま船尾側の3つのタンクを上下方向に延長させた15万3,000立方m型へ発展。2008年12月に一番船「LNG BARKA」、2009年5月に二番船「エネルギーコンフィデンス」、2009年7月に三番船「LNGジュピター」が建造されて船主へ引き渡されている。
川崎重工業時代の1988年（昭和63年）秋からは鉄道車両製造の拠点である兵庫工場（現・川崎車両）の業務が多忙を極めたため、船舶事業本部坂出工場内に車両課を新設して鉄道車両の製造を行った。坂出工場車両課では1989年（昭和元年）から1991年（平成3年）にかけて日本貨物鉄道（JR貨物）のコキ100形（コキ100・101・102・103形）ならびにコキ104形（初期車）コンテナ車計240両を製造した。1988年度からのコキ100・101形量産車のうち、4両編成で中間となるコキ100形は兵庫工場で製造、両端となるコキ101形を坂出工場で製造したものである。
さらに1989年（平成元年）から1990年（平成2年）11月にかけては同じJR貨物のEF66形電気機関車（100番台1次車全車と2次車の一部、計23両）を製造した。EF66形は坂出工場で艤装工事を行い、兵庫工場で機能試験と最終仕上げを行った。なお、1992年（平成4年）3月末をもって車両課は廃止した。

### 海外工場
海外工場会社には、中国に南通中遠川崎船舶工程有限公司NACKS（江蘇省南通市）と大連中遠川崎船舶工程有限公司DACKS（遼寧省大連市）、ブラジルにエンセアダ・インドゥストリア・ナヴァル会社（バイーア州サルヴァドール）がある。